# Сімург (футбольний клуб)
Професіональний футбольний клуб Сімург або просто «Сімург» (азерб. "Simurq" Peşəkar Futbol Klubu) — професіональний азербайджанський футбольний клуб з міста Загатала, у північно-західній частині країни.

## Історія

### Ранні роки
Клуб було створено в 2005 році й він відразу стартував у Першому дивізіоні Азербайджану. Перший рік існування для команди виявився дуже вдалим, і вже в сезоні 2006/07 років він дебютував у Прем'єр-лізі. «Сімург» завершив свій дебютний сезон на 9-му місці серед 14 команд-учасниць чемпіонату.
За підсумками опитування, проведеного газетою «Футбол +», команда була визнана відкриттям сезону 2006/07 в номінації «Сюрприз року». А вже наступного року клуб зробив ще один крок уперед та посів високе 7-ме місце. А вже в сезоні 2008/09 років клуб досяг найбільшого успіху у своїй історії та посів у Прем'єр-лізі третє місце.

### Останні роки існування клубу (2009—2015)
У 2009 році клуб провально стартував у першому раунді Кубку УЄФА, поступившись ізраїльському клубу Бней-Єгуда. Сезон 2009/10 років став для клубу провальним, хоча до зимової перерви команда демонструвала непогані результати. Після зимової перерви «Сімург» почав стрімке падіння вниз по турнірній таблиці, і, як наслідок, посів дуже скромне 8-ме підсумкове місце, а головний тренер команди Роман Покора був звільнений зі своєї посади через незадовільні результати клубу.
У червні 2010 року виконавчий директор клубу та колишній головний тренер національної збірної Азербайджану Геко Хаджиєвський став новим головним тренером клубу. Але через фінансові проблеми, які в той час почалися в клубі, тренерський штаб не зміг запросити кваліфікованих місцевих гравців та легіонерів, і був змушений зробити ставку на гравців, які раніше перебували в резерві головної команди, а також на вихованцях клубної академії «Сімурга». Внаслідок цього сезон 2010/11 років став найгіршим в історії клубу, оскільки «Сімург» посів 11-те місце та мав вилетіти до Першому дивізіоні Азербайджану. Однак команда зберегла своє місце в елітному дивізіоні чемпіонату Азербайджану, оскільки інша команда ліги, Муган, почав відчувати проблеми зі своїм спонсором.
18 липня 2011 року клуб уклав угоду з колишнім футболістом Сергієм Юраном. 5 березня 2012 року Сергій Юран був відправлений у відставку, а новим виконувачем обов'язків головного тренера став Ігор Гетьман, який мав обіймати цю посаду до завершення сезону. Але вже через 6 днів було представлено нового головного тренера команди, Григорія Чірадзе. Сезон 2012/13 років команда розпочала потужно, але вже після нового року команда почала втрачати очки та поступово віддалятися від виконання завдання на сезон, виходу до єврокубків.
Влітку 2015 року через фінансові проблеми «Сімург» припинив своє існування.

## Досягнення
- Прем'єр-ліга
  -  Бронзовий призер (1): 2008/09

- Перший дивізіон чемпіонату Азербайджану
  -  Бронзовий призер (1): 2005/06

## Стадіон

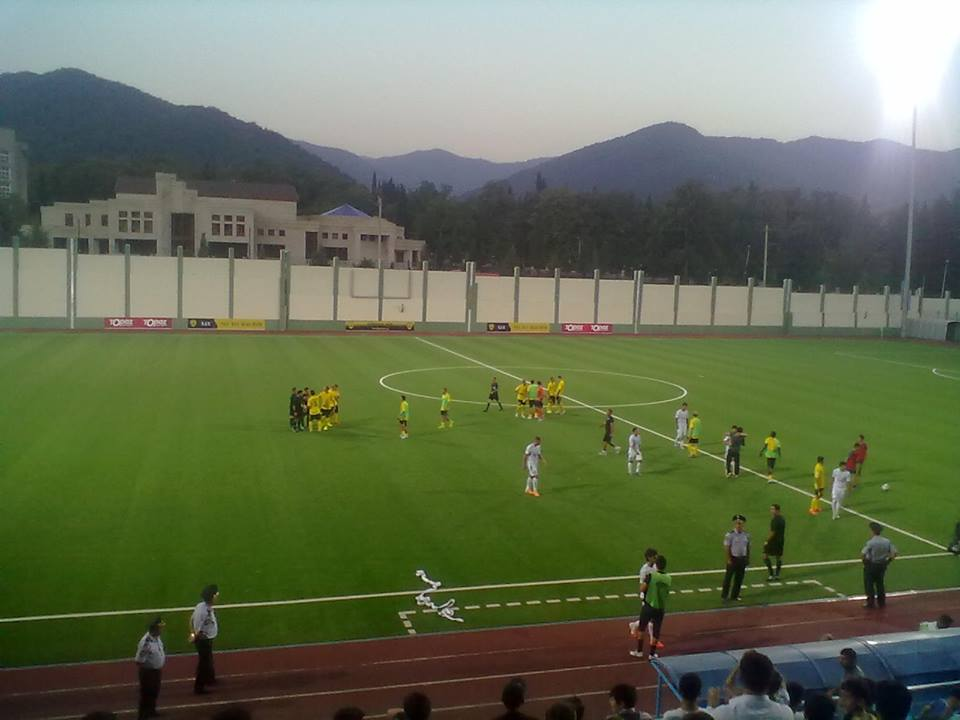
Міський стадіон Загатали

Свої домашні поєдинки «Сімург» проводив на «Міському стадіоні Загатали», який вміщує 3 500 уболівальників.

## Логотип та клубні кольори
Згідно з офіційною інформацією, яку оприлюднив клуб, протягом своєї історії він мав лише один логотип. Його було офіційно презентовано напередодні старту сезону 2006/07 років. На ньому було зображено на фоні замку міфічну вогняну птицю Фенікс. Відобразився цей міфічний персонаж і в назві клубу «Сімург», оскільки в перекладі з азербайджанської мові слово «Сімург» і означає «Фенікс».
У червні 2013 року була презентована нова домашня та виїзна форма клубу, яка почала використовуватися із сезону 2013/14 років. Домашня форма клубу має жовто-чорний колір, а виїзна — білий. Виробник форми — іспанська компанія Joma.
У 2013 році клуб презентував офіційний логотип клубу, який розробив азербайджанський графік Ельнур Шаріфі, який мешкає в Польщі.

## Фанати
Сімург має велику досить значну кількість уболівальників з огляду на свої досить скромні досягнення. Вони грають життєво важливу роль у тому, що клуб продовжував своє перебування в Загаталі.

## Статистика виступів у національних турнірах
Станом на 29 травня 2015 року:
| Сезон   | Ліга | Ліга | Ліга | Ліга | Ліга | Ліга | Ліга | Ліга | Ліга | Кубок Азербайджану | Бомбардир                    | Бомбардир | Бомбардир |
| Сезон   | Див. | Міс. | Іг.  | В    | Н    | П    | ЗМ   | ПМ   | О    | Кубок Азербайджану | Ім'я                         | Чемпіонат |           |
| ------- | ---- | ---- | ---- | ---- | ---- | ---- | ---- | ---- | ---- | ------------------ | ---------------------------- | --------- | --------- |
| 2005/06 | 2-ий | 3    | 30   | 19   | 8    | 3    | 67   | 14   | 65   | Перший раунд       |                              |           |           |
| 2006/07 | 1-ий | 9    | 24   | 6    | 7    | 11   | 27   | 33   | 25   | 1/8 фіналу         | Рамін Насібов                | 9         |           |
| 2007/08 | 1-ий | 7    | 26   | 9    | 9    | 8    | 31   | 25   | 36   | 1/8 фіналу         | Володимир Мазяр              | 10        |           |
| 2008/09 | 1-ий | 3    | 26   | 16   | 5    | 5    | 39   | 20   | 53   | 1/4 фіналу         | Володимир Мазяр              | 12        |           |
| 2009/10 | 1-ий | 8    | 20   | 8    | 7    | 5    | 21   | 21   | 31   | 1/4 фіналу         | Руслан Гунчак Ельшан Мамедов | 7         |           |
| 2010/11 | 1-ий | 11   | 32   | 4    | 7    | 21   | 20   | 52   | 19   | 1/8 фіналу         | Бачана Тсхададзе             | 5         |           |
| 2011/12 | 1-ий | 9    | 32   | 8    | 10   | 14   | 27   | 41   | 34   | Перший раунд       | Робертас Пошкус              | 8         |           |
| 2012/13 | 1-ий | 4    | 32   | 12   | 12   | 8    | 32   | 26   | 48   | 1/4 фіналу         | Маріо Божич                  | 6         |           |
| 2013/14 | 1-ий | 7    | 36   | 11   | 13   | 12   | 35   | 28   | 46   | Другий раунд       | Драган Черан                 | 13        |           |
| 2014/15 | 1-ий | 5    | 32   | 11   | 6    | 15   | 41   | 39   | 39   | 1/2 фіналу         | Драган Черан                 | 14        |           |

## Статистика виступів на континентальних турнірах
Станом на 9 липня 2009 року:
| Змагання         | Матчі | В | Н | П | ЗМ | ПМ |
| ---------------- | ----- | - | - | - | -- | -- |
| Ліга Європи УЄФА | 2     | 0 | 0 | 2 | 0  | 4  |
| Усього           | 2     | 0 | 0 | 2 | 0  | 4  |

| Сезон   | Змагання    | Раунд | Країна  | Клуб       | Вдома | На виїзді | Загалом |  |
| ------- | ----------- | ----- | ------- | ---------- | ----- | --------- | ------- |  |
| 2009/10 | Ліга Європи | 1Q    | Ізраїль | Бней-Єгуда | 0–1   | 0–3       | 0–4     |  |

## Відомі гравці
- Турал Джалілов
- Олексадр Чертоганов
- В'ячеслав Личкін
- Рауф Мехдієв
- Ельшан Мамедов
- Раміль Саядов
- Сергій Соколов
- Ельман Султанов
- Роман Ахалкаци
- Давіт Болквадзе
- Теймураз Гонгадзе
- Сергій Артюх
- Тарас Чопик
- Олександр Малигін
- Володимир Мазяр
- Михайло Старостяк
- Марцін Буркхардт
- Давід Петржкевич

## Відомі тренери
Станом на 28 лютого 2014
| Ім'я                | Період на посаді                 | Іг  | В  | Н  | П  | % Перемог |
| ------------------- | -------------------------------- | --- | -- | -- | -- | --------- |
| Анатолій Пісковець  | 2005–2006                        | -   | -  | -  | -  | -         |
| Віктор Пищев        | 2006                             | -   | -  | -  | -  | -         |
| Роман Покора        | 2006 – 18 червня 2010            | 124 | 51 | 35 | 38 | 41.13     |
| Геко Хаджиєвський   | 18 червня 2010 – 19 липня 2011   | 33  | 4  | 8  | 21 | 12.12     |
| Сергій Юран         | 19 липня 2011 – 5 березня 2012   | 22  | 5  | 4  | 13 | 22.73     |
| Ігор Гетьман (в.о.) | 5 березня 2012 – 11 березня 2013 | 2   | 0  | 1  | 1  | 0         |
| Григорій Чірадзе    | 11 березня 2012 – червень 2015   | 118 | 40 | 39 | 39 | 33.9      |